# L'Ami de poche
L'Ami de poche était une collection de littérature d'enfance et de jeunesse en format de poche des éditions Casterman.

## Histoire
La collection est créée en 1980. Elle remporte un certain succès, mais s'arrête dès 1984. 
« La disparition de la collection demeure inexplicable, même si l'on se console en découvrant que certains titres réapparaîtront dans les futures collections du même éditeur. »

## Quelques titres
- Jean-Pierre Andrevon, La Fée et le géomètre, no 15, illustré par Enki Bilal
- Alfred Assollant, Les Aventures de Corcoran
- Gérard Bialestowski, Victor et le corbeau-roi
- Andrée Chedid, Mon ennemi, mon frère
- Erckmann-Chatrian, L'Ami Fritz
- Pierre Dubois, Capitaine Trèfle
- Paul Féval, Le Fils du diable
- John Flanders, Le Monstre de Borroughs, illustré par Jacques Tardi
- Louis Hémon, Maria Chapdelaine
- Mervyn Peake, Lettres d'un oncle perdu
- Pierre Pelot, série Dylan Stark, illustrée par Michel Blanc-Dumont
- Alexandre Pouchkine, La Fille du capitaine
- Les Quatre Fils Aymon, illustré par Nathaële Vogel
- George Sand, Le Géant Yéous
- Robert Silverberg, Les conquérants de l'ombre
- James Thurber, Les Treize Horloges
- Till l'Espiègle
- Joëlle Wintrebert, Nunatak